# Dias Atrás
"Dias Atrás" é uma canção da banda de rock brasileira CPM 22, composta por Ricardo Galano, e lançada em 2003 como o segundo single de seu terceiro álbum de estúdio, Chegou a Hora de Recomeçar (2002). Um videoclipe foi feito para a canção e incluído no DVD O Vídeo (1995 a 2003). Foi bastante difundida nas rádios brasileiras, e incluída na trilha sonora de Malhação.

## Composição
| “                    | um som numa linha mais emo rock, com influências de Face to Face, de Social Distortion, é uma pegada mais devagar, mas não chega a ser uma balada, porque tem peso. A letra fala de desilusão, é a primeira. Acho que esse disco tem menos letras sobre desilusão, acho que neguinho tomou menos pé na bunda no último ano aí (risos) | ” |
| — Wally, guitarrista | |   |

## Créditos
Com base no encarte do CD de Chegou a Hora de Recomeçar.
| CPM 22 - Badauí: vocal - Wally: guitarra e vocal de apoio - Luciano Garcia: guitarra - Portoga: baixo - Japinha: bateria e vocal de apoio |  | Participação especial - Paulo Anhaia: vocal de apoio |